# ジョブ・クラフティング
ジョブ・クラフティング（英語：job crafting）とは、Wrzesniewski&Duttonが主要な理論的提唱者の、労働者が主体的に自らの仕事を再定義し、創意工夫をする概念である。

## ジョブ・クラフティングについて書かれた書籍・記事
- ジョブ・クラフティング（日本の人事部）
- 「ジョブクラフティング・ワークショップ」法政大学大学院政策創造研究科の石山恒貴教授をお招きして開催!!（一般社団法人ウェルビーイング心理教育アカデミー）